# Wereldkampioenschap superbike van San Juan 2018
Het wereldkampioenschap superbike van San Juan 2018 was de twaalfde ronde van het wereldkampioenschap superbike en de elfde ronde van het wereldkampioenschap Supersport 2018. De races werden verreden op 13 en 14 oktober 2018 op het Circuito San Juan Villicum nabij San Juan, Argentinië.

## Superbike

### Race 1
| Pos | Nr | Rijder               | Constructeur | Rondes | Tijd           | Grid | Punten |
| --- | -- | -------------------- | ------------ | ------ | -------------- | ---- | ------ |
| 1   | 1  | Jonathan Rea         | Kawasaki     | 21     | 34:55.037      | 2    | 25     |
| 2   | 33 | Marco Melandri       | Ducati       | 21     | +9.163         | 1    | 20     |
| 3   | 54 | Toprak Razgatlıoğlu  | Kawasaki     | 21     | +11.410        | 7    | 16     |
| 4   | 12 | Javier Forés         | Ducati       | 21     | +11.796        | 5    | 13     |
| 5   | 50 | Eugene Laverty       | Aprilia      | 21     | +12.441        | 3    | 11     |
| 6   | 66 | Tom Sykes            | Kawasaki     | 21     | +12.690        | 4    | 10     |
| 7   | 22 | Alex Lowes           | Yamaha       | 21     | +15.597        | 6    | 9      |
| 8   | 60 | Michael van der Mark | Yamaha       | 21     | +16.846        | 11   | 8      |
| 9   | 76 | Loris Baz            | BMW          | 21     | +28.117        | 13   | 7      |
| 10  | 2  | Leon Camier          | Honda        | 21     | +28.164        | 10   | 6      |
| 11  | 51 | Florian Marino       | Honda        | 21     | +41.449        | 15   | 5      |
| 12  | 40 | Román Ramos          | Kawasaki     | 21     | +41.783        | 17   | 4      |
| 13  | 77 | Maximilian Scheib    | MV Agusta    | 21     | +47.736        | 16   | 3      |
| 14  | 16 | Gabriele Ruiu        | Kawasaki     | 21     | +55.986        | 19   | 2      |
| DNF | 32 | Lorenzo Savadori     | Aprilia      | 15     | Uitgevallen    | 8    |        |
| DNF | 7  | Chaz Davies          | Ducati       | 12     | Ongeluk        | 9    |        |
| DNF | 45 | Jacob Gagne          | Honda        | 6      | Ongeluk        | 14   |        |
| DNF | 36 | Leandro Mercado      | Kawasaki     | 4      | Schade ongeluk | 12   |        |
| DNF | 96 | Jakub Smrž           | Yamaha       | 0      | Uitgevallen    | 18   |        |

### Race 2
| Pos | Nr | Rijder               | Constructeur | Rondes | Tijd        | Grid | Punten |
| --- | -- | -------------------- | ------------ | ------ | ----------- | ---- | ------ |
| 1   | 1  | Jonathan Rea         | Kawasaki     | 21     | 35:13.668   | 2    | 25     |
| 2   | 12 | Javier Forés         | Ducati       | 21     | +3.273      | 5    | 20     |
| 3   | 33 | Marco Melandri       | Ducati       | 21     | +4.660      | 1    | 16     |
| 4   | 7  | Chaz Davies          | Ducati       | 21     | +6.838      | 9    | 13     |
| 5   | 66 | Tom Sykes            | Kawasaki     | 21     | +9.377      | 4    | 11     |
| 6   | 22 | Alex Lowes           | Yamaha       | 21     | +10.945     | 6    | 10     |
| 7   | 54 | Toprak Razgatlıoğlu  | Kawasaki     | 21     | +12.638     | 7    | 9      |
| 8   | 32 | Lorenzo Savadori     | Aprilia      | 21     | +13.958     | 8    | 8      |
| 9   | 60 | Michael van der Mark | Yamaha       | 21     | +15.715     | 11   | 7      |
| 10  | 45 | Jacob Gagne          | Honda        | 21     | +20.861     | 14   | 6      |
| 11  | 76 | Loris Baz            | BMW          | 21     | +25.595     | 13   | 5      |
| 12  | 36 | Leandro Mercado      | Kawasaki     | 21     | +33.171     | 12   | 4      |
| 13  | 40 | Román Ramos          | Kawasaki     | 21     | +47.254     | 17   | 3      |
| 14  | 16 | Gabriele Ruiu        | Kawasaki     | 21     | +55.140     | 19   | 2      |
| DNF | 77 | Maximilian Scheib    | MV Agusta    | 12     | Uitgevallen | 16   |        |
| DNF | 2  | Leon Camier          | Honda        | 7      | Uitgevallen | 10   |        |
| DNF | 50 | Eugene Laverty       | Aprilia      | 2      | Ongeluk     | 3    |        |
| DNF | 51 | Florian Marino       | Honda        | 1      | Ongeluk     | 15   |        |
| DNF | 96 | Jakub Smrž           | Yamaha       | 1      | Ongeluk     | 18   |        |

## Supersport
| Pos | Nr  | Rijder                | Constructeur | Rondes | Tijd           | Grid | Punten |
| --- | --- | --------------------- | ------------ | ------ | -------------- | ---- | ------ |
| 1   | 16  | Jules Cluzel          | Yamaha       | 19     | 33:07.991      | 4    | 25     |
| 2   | 11  | Sandro Cortese        | Yamaha       | 19     | +0.240         | 3    | 20     |
| 3   | 144 | Lucas Mahias          | Yamaha       | 19     | +3.702         | 1    | 16     |
| 4   | 36  | Thomas Gradinger      | Yamaha       | 19     | +8.310         | 5    | 13     |
| 5   | 6   | Corentin Perolari     | Yamaha       | 19     | +9.522         | 7    | 11     |
| 6   | 21  | Randy Krummenacher    | Yamaha       | 19     | +9.561         | 6    | 10     |
| 7   | 111 | Kyle Smith            | Honda        | 19     | +16.720        | 8    | 9      |
| 8   | 78  | Hikari Okubo          | Kawasaki     | 19     | +29.187        | 16   | 8      |
| 9   | 98  | Héctor Barberá        | Kawasaki     | 19     | +29.328        | 14   | 7      |
| 10  | 84  | Loris Cresson         | Yamaha       | 19     | +30.323        | 10   | 6      |
| 11  | 86  | Ayrton Badovini       | MV Agusta    | 19     | +32.552        | 13   | 5      |
| 12  | 81  | Luke Stapleford       | Yamaha       | 19     | +34.299        | 12   | 4      |
| 13  | 38  | Hannes Soomer         | Honda        | 19     | +37.210        | 9    | 3      |
| 14  | 88  | Christian Stange      | Kawasaki     | 19     | +39.242        | 15   | 2      |
| 15  | 56  | Péter Sebestyén       | Honda        | 19     | +42.604        | 17   | 1      |
| 16  | 34  | Ezequiel Iturrioz     | Kawasaki     | 19     | +52.395        | 20   |        |
| 17  | 49  | Sam Hornsey           | Triumph      | 19     | +1:02.229      | 19   |        |
| 18  | 74  | Jaimie van Sikkelerus | Honda        | 19     | +1:06.312      | 18   |        |
| 19  | 12  | Alex Murley           | Honda        | 19     | +1:45.814      | 22   |        |
| 20  | 10  | Nacho Calero          | Kawasaki     | 19     | +1:49.526      | 21   |        |
| DNF | 3   | Raffaele De Rosa      | MV Agusta    | 5      | Uitgevallen    | 11   |        |
| DNF | 51  | Glenn van Straalen    | Kawasaki     | 3      | Ongeluk        | 23   |        |
| DNF | 64  | Federico Caricasulo   | Yamaha       | 1      | Schade ongeluk | 2    |        |

## Tussenstanden na wedstrijd

### Superbike
| Pos | Nr | Rijder               | Team     | Punten |
| --- | -- | -------------------- | -------- | ------ |
| 1   | 1  | Jonathan Rea         | Kawasaki | 520    |
| 2   | 7  | Chaz Davies          | Ducati   | 348    |
| 3   | 60 | Michael van der Mark | Yamaha   | 324    |
| 4   | 66 | Tom Sykes            | Kawasaki | 294    |
| 5   | 33 | Marco Melandri       | Ducati   | 286    |

### Supersport
| Pos | Nr  | Rijder              | Team   | Punten |
| --- | --- | ------------------- | ------ | ------ |
| 1   | 11  | Sandro Cortese      | Yamaha | 188    |
| 2   | 16  | Jules Cluzel        | Yamaha | 183    |
| 3   | 144 | Lucas Mahias        | Yamaha | 160    |
| 4   | 21  | Randy Krummenacher  | Yamaha | 148    |
| 5   | 64  | Federico Caricasulo | Yamaha | 127    |

2018 · 2019 · 2021 · 2022